# Clubiona sertungensis
Clubiona sertungensis är en spindelart som beskrevs av Hayashi 1996. Clubiona sertungensis ingår i släktet Clubiona och familjen säckspindlar. Inga underarter finns listade i Catalogue of Life.